# Air Montenegro
A To Montenegro a.d (IATA: ZQ, ICAO: MNE, Hívójel: MOUNT EAGLE) Montenegró nemzeti légitársasága, amely az Air Montenegro márkanév alatt üzemel és működik. 2021 elején alapította Montenegró kormánya és 2021 júniusában indította el első járatát.

## Története

### Előzmények
A légitársaság elődjét, a Montenegro Airlines-t 1994. október 24-én alapította a Jugoszláv Szövetségi Köztársaság kormánya. Az első repülőgépet, egy Fokker 28 Mk4000-est (becenevén "Lovćen"), majdnem két évvel később, 1996-ban vásárolták meg. Az első kereskedelmi járata 1997. május 7-én, pontosan 10:30-kor indult Podgoricából Bariba. 2000 áprilisában a Nemzetközi Légi Szállítási Szövetség (IATA) tagjává vált. 2000 júniusában a megrendelt öt Fokker 100-as repülőgép közül az elsőt átadták a vállalatnak a podgoricai repülőtéren. A légitársaság 2003. március 5-én csatlakozott az Amadeus-hoz. 2004-ben a Montenegro Airlines pilótái voltak az elsők a régióban, akik IIIA minősítést kaptak. 2016 augusztusában bejelentették, hogy a Montenegro Airlines számláit befagyasztották, miután a légitársaság nem tett eleget egy bírósági határozatnak, amely az ország repülőtereinek üzemeltetője felé fennálló tartozások kifizetésére vonatkozott. A légitársaság több mint 15 millió dollárral tartozott az üzemeltetőnek.
2020 decemberében a montenegrói kormány bejelentette a Montenegro Airlines a.d. vállalat leállítását és felszámolását az elkövetkező hetekben, a rossz pénzgazdálkodásra és a több éve halmozódó veszteségekre hivatkozva. Nem sokkal később bejelentették, hogy a légitársaság 2020. december 26-tól minden járatát felfüggeszti, ami a működésének végét jelentette.

### Alapítás
2020. december 29-én Mladen Bojanić miniszter bejelentette, hogy a Montenegro Airlines légitársaságot átszervezik, és egy új társasággal, a To Montenegro (2 Montenegro) légitársasággal váltják fel, amely Montenegró új nemzeti légitársasága lesz. A Montenegro Airlines felszámolási eljárása mintegy 50 millió euróba kerülne, de elkerülhetetlen, mivel az ország versenyhatósága jogellenesnek ítélte a 2019-ben elfogadott, a nemzeti légitársaságba való állami befektetéséről szóló törvényt, közölte a kormány 2021 decemberében.
Az új vállalatot hivatalosan 2021. március 2-án mutatta be a kormány. 2021 áprilisában bejelentették, hogy a montenegrói kormány a ToMontenegro projekt hivatalos nevévé az Air Montenegro-t tette, és hogy a légitársaság a Montenegro Airlines két korábbi Embraer-195-ös repülőgépével indul. 2021. június 10-én Jakov Milatović, Montenegró gazdaságfejlesztési minisztere látogatást tett a szomszédos Szerb Köztársaságban, és az új nemzeti légitársaság, az Air Montenegro első kereskedelmi járatának egyik utasa volt a belgrádi repülőtérre.

## Flotta
2022 decemberében az Air Montenegro flottája a következő repülőgépekből állt:

## Fordítás
Ez a szócikk részben vagy egészben  az   Air Montenegro című angol Wikipédia-szócikk ezen változatának fordításán alapul.  Az eredeti cikk szerkesztőit annak laptörténete sorolja fel. Ez a jelzés csupán a megfogalmazás eredetét és a szerzői jogokat jelzi, nem szolgál a cikkben szereplő információk forrásmegjelöléseként.